# Järnavik
Järnavik er en landsby, som ligger syd for Bräkne-Hoby i Ronneby kommun, Blekinge län i Sverige.
Järnavik med dens havn har været en betydende ladeplads fra den tidlige middelalder for råjern, tømmer og korn. Mellem 1870 og 1920 fandtes et skibsværft på stedet, og under første verdenskrig dannedes et værfts- og rederiaktieselskab i Järnavik. Pakhuset i havnen, skibsbygmesterens villa, som nu er et vandrehjem, samt fortøjningspæle i den indre del af vigen, er fra den tid. De fleste ældre små huse ud til byvejen opførtes af søfolk eller værftets tømrere i slutningen af 1800-tallet.
Færgen til Tjärö går fra Järnavik. Her er også lystbådehavn, bad og campingplads.
Järnaviks naturreservat er et afvekslende landbrugslandskab med enge og haver i kystlandskabet som ellers består af nøgne klipper med vandrestier.